# Vestfaliano
O Vestfaliano é uma língua falada no sul de Brasil. É co-oficial, junto ao Português, no municipio Westfalia no centro-norte oriental do Rio Grande do Sul, segundo a lei N° 1302 do ano 2016 com o termo Plattdüütsch. O idioma é conhecido localmente como Sapato de Pau, devido aos calçados típicos usados pelos imigrantes alemães. A língua Vestfaliana é uma variedade do Westfaliano, um sub-conjunto do Baixo saxão pertenecente ao grupo Baixo-alemão ocidental. O Vestfaliano falado no sul do Brasil é uma variante do Alemão brasileiro, com aproximadamente 3000 falantes. 
O Vestfaliano é uma variedade dialetal trazida pelos imigrantes alemães oriundos de Westfalen, que estabeleceram-se no sul do Brasil em comunidades que ainda atualmente formam ilhas linguísticas, nos estados Rio Grande do Sul e Santa Catarina. O Vestfaliano é falado no Vale do Taquari (Teutônia, Imigrante e Westfália), onde se estabeleceram os imigrantes de religião protestante e onde há um grau de manutenção linguística maior; no sudeste de Santa Catarina formaram-se as comunidades de Águas Mornas, São Bonifácio, São Martinho, Braço do Norte, São Ludgero, Armazém, Santa Rosa de Lima (Santa Catarina), Rio Fortuna e Grão Pará, a partir de ondas de imigração católicas. As comunidades de Westfália são as que mais se caracterizam pela manutenção de modo ativo o Vestfaliano como língua de comunicação entre a maioria de seus moradores.